# قائمة بمحاولات ومخططات اغتيال الرؤساء في الولايات المتحدة

رسم توضيحي من تصميم أكيلي بلترامي لاغتيال الرئيس ويليام ماكينلي (1901)

تكرّرت محاولات الاغتيال والمؤامرات التي استهدفت رؤساء الولايات المتحدة، بدءًا من أوائل القرن التاسع عشر وحتى يومنا هذا. تسرد هذه المقالة الاغتيالات ومحاولات الاغتيال التي طالت الرؤساء الحاليين والسابقين والرؤساء المنتخبين، ولكنها لا تسرد أولئك الذين لم يتم انتخابهم رئيسًا بعد.
تم اغتيال أربعة رؤساء في السلطة، هم: أبراهام لنكولن (سنة 1865، بواسطة جون ويلكس بوث)، وجيمس جارفيلد (سنة 1881، بواسطة تشارلز غيتو)، وويليام ماكينلي (سنة 1901، بواسطة ليون كولغوش)، وجون كينيدي (سنة 1963، بواسطة لي هارفي أوزوالد). ويعتبر رونالد ريغان (الذي تعرّض لمحاولة اغتيال سنة 1981، بواسطة جون هينكلي جونيور) الرئيس الأمريكي الوحيد الذي أصيب في محاولة اغتيال أثناء وجوده في منصبه ونجا. فيما يعتبر ثيودور روزفلت (سنة 1912، بواسطة جون شرانك) ودونالد ترامب (سنة 2024، بواسطة طوماس ماثيو كروكس) هما الرئيسان السابقان الوحيدان اللذان أصيبا في محاولة اغتيال.
وفي كل هذه الحالات، كان سلاح المهاجم سلاحًا ناريًا، وكان جميع الضحايا من الذكور. وتعرض جيرالد فورد لمحاولتي اغتيال كانت المهاجمة امرأة.
كانت العديد من محاولات الاغتيال، الناجحة وغير الناجحة، مدفوعة برغبة في تغيير سياسة الحكومة الأمريكية. ولكن لم تكن كل هذه الهجمات ذات أسباب سياسية. وكان العديد من المهاجمين الآخرين يعانون من استقرار عقلي مشكوك فيه، وتم الحكم على عدد قليل منهم بالجنون قانونيًا. يقترح المؤرخ جيمس دبليو كلارك أن معظم محاولي الاغتيال كانوا عاقلين ودوافعهم سياسية، في حين يزعم الدليل القانوني لوزارة العدل أن الأغلبية العظمى منهم كانوا مجانين. بعض القتلة، وخاصة المصابين بأمراض عقلية منهم، تصرفوا بمفردهم فقط، في حين أن أولئك الذين يسعون إلى تحقيق أجندات سياسية وجدوا في كثير من الأحيان متآمرين يدعمونهم. تم القبض على معظم المتآمرين على الاغتيالات ومعاقبتهم بالإعدام أو الاحتجاز لفترات طويلة في السجن أو ملجأ للأمراض العقلية.
إن حقيقة أن خليفة الرئيس المعزول هو نائب الرئيس، وجميع نواب الرئيس منذ أندرو جونسون شاركوا الرئيس في الانتماء الحزبي السياسي، قد تثبط مثل هذه الهجمات، على الأقل لأسباب سياسية، حتى في أوقات الصراع الحزبي. الشخص الثالث في الترتيب، وهو رئيس مجلس النواب، كما هو موضح في قانون الخلافة الرئاسية، يكون في كثير من الأحيان من الحزب المعارض.
غالبًا ما يتم توجيه التهديدات بالعنف ضد الرئيس لأغراض خطابية أو فكاهية دون وجود نية جدية، في حين أن التهديد المقنع لرئيس الولايات المتحدة يُعدّ بمثابة جناية فيدرالية منذ عام 1917.

## الرؤساء المُغتالون

### أبراهام لينكولن

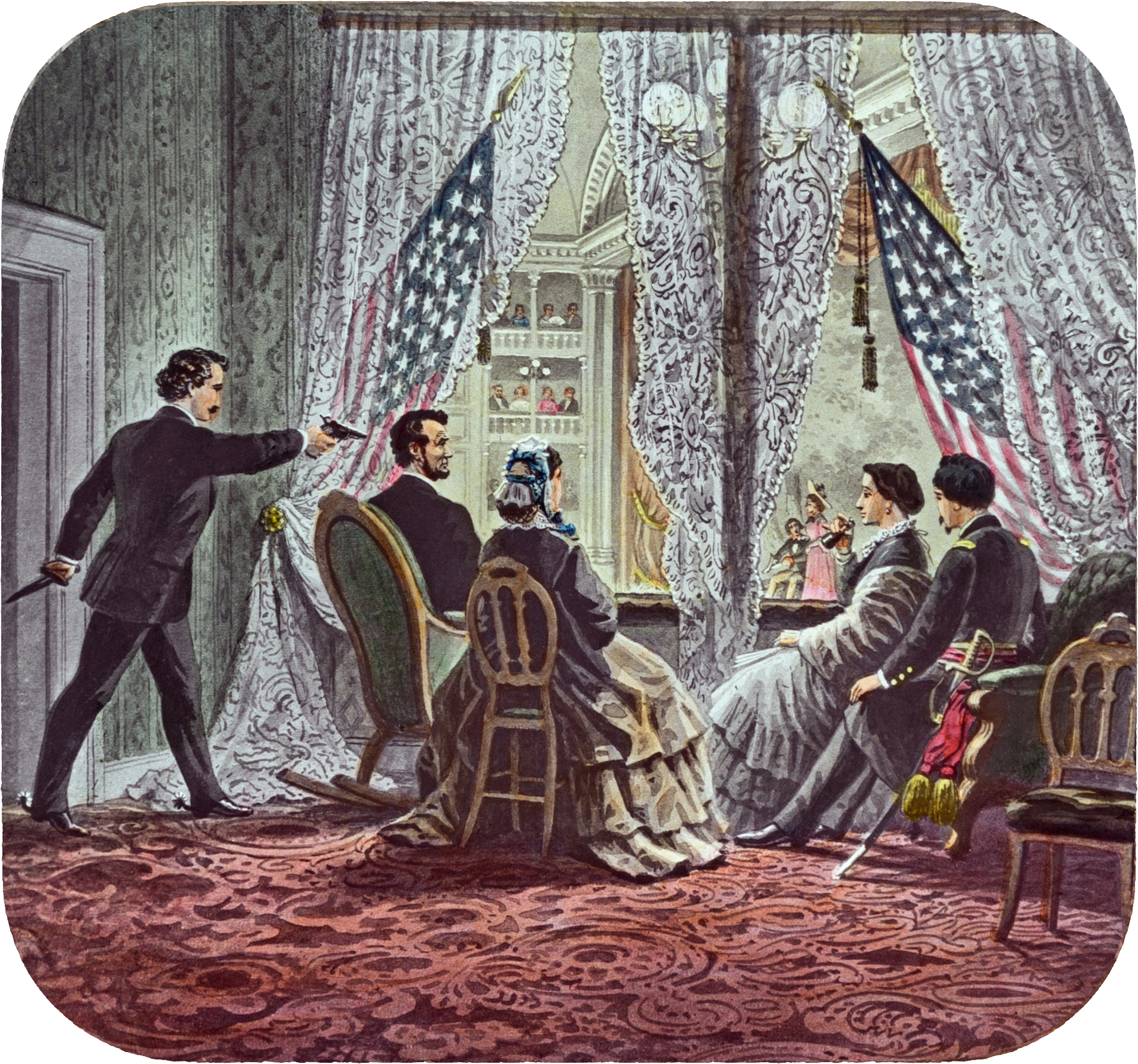
جون ويلكس بوث يغتال أبراهام لينكولن في مسرح فورد.

أبراهام لينكولن، الرئيس السادس عشر للولايات المتحدة، هو أول رئيس أمريكي يتم اغتياله (رغم أنه لم يكن أول من يموت أثناء توليه منصبه). وقعت عملية الاغتيال في يوم الجمعة العظيمة، 14 أبريل 1865، في مسرح فورد في واشنطن العاصمة، حوالي الساعة 10:15 مساءً. كان القاتل، جون ويلكس بوث، ممثلًا معروفًا ومتعاطفًا مع الكونفدرالية من ماريلاند؛ ورغم أنه لم ينضم أبدًا إلى جيش الولايات الكونفدرالية، إلا أنه كان لديه اتصالات داخل جهاز الخدمة السرية الكونفدرالية. في عام 1864، صاغ بوث خطة (مشابهة جدًا لخطة توماس كونراد التي وافقت عليها الكونفدرالية سابقًا) لاختطاف لينكولن مقابل إطلاق سراح السجناء الكونفدراليين. بعد حضور خطاب ألقاه لينكولن في 11 أبريل 1865، والذي روج فيه لحقوق التصويت للسود، قرر بوث اغتيال الرئيس بدلاً من ذلك. وعندما علم أن الرئيس سيحضر مسرح فورد، خطط بوث مع زملائه المتآمرين لاغتيال لينكولن في المسرح. وشملت المؤامرة أيضًا اغتيال نائب الرئيس أندرو جونسون في كيركوود هاوس، حيث كان يعيش جونسون أثناء عمله نائبًا للرئيس. ووزير الخارجية ويليام سيوارد في منزل سيوارد. في 14 أبريل 1865 حضر لينكولن مسرحية "ابن عمنا الأمريكي" في مسرح فورد. وبينما كان الرئيس يجلس في مقصورته في الشرفة يشاهد المسرحية مع زوجته ماري وضيفين، الرائد هنري راثبون وخطيبة راثبون كلارا هاريس، دخل بوث من الخلف. وجه مسدسه من نوع درنجر عيار 44 إلى مؤخرة رأس لينكولن وأطلق النار عليه، مما أدى إلى إصابته بجروح قاتلة. تصارع راثبون مع بوث مؤقتًا، لكن بوث طعنه وهرب. تم فحص لينكولن فاقد الوعي من قبل الأطباء ونقله عبر الشارع إلى منزل بيترسون. بعد بقائه في غيبوبة لمدة تسع ساعات، توفي لينكولن في الساعة 7:22 صباح يوم 15 أبريل.
وعندما كان يحتضر، أصبح تنفسه أكثر هدوءًا، وبدت ملامح وجهه أكثر سكينة. وفقًا لبعض الروايات، في آخر أنفاسه، في صباح اليوم التالي للاغتيال، ابتسم ابتسامة عريضة ثم توفي. وقد أكد المؤرخون، وخاصة المؤلف لي ديفيس، على المظهر السلمي الذي كان عليه لينكولن عندما توفي وبعد وفاته، حيث قال: "ربما كانت هذه هي المرة الأولى منذ أربع سنوات التي يظهر فيها تعبير سلمي على وجهه". وكتب فيلد في رسالة إلى صحيفة نيويورك تايمز: "لم يكن هناك أي معاناة واضحة، ولا تشنجات، ولا خشخشة في الحلق ... [فقط] مجرد توقف للتنفس"... لم أر قط على وجه الرئيس تعبيرًا أكثر لطفًا ورضا". ورأى سكرتير الرئيس، جون هاي، "نظرة سلام لا توصف على ملامحه المتعبة".
وبعيدًا عن وفاة لينكولن، فقد فشلت المؤامرة، إذ أصيب سيوارد فقط، ولم يتمكن مهاجم جونسون من تنفيذ مخططه. بعد أن ظل هارباً لمدة 12 يوماً، تم تعقب بوث والعثور عليه في 26 أبريل 1865، من قبل جنود جيش الاتحاد في مزرعة في فيرجينيا، على بعد حوالي 70 ميل (110 كـم) جنوب واشنطن. بعد رفضه الاستسلام، قُتل بوث برصاصة أطلقها عليه جندي الاتحاد بوسطن كوربيت. وتم إعدام أربعة متآمرين آخرين في وقت لاحق بسبب دورهم في المؤامرة.
تولى نائب الرئيس أندرو جونسون منصب الرئيس لينكولن في 15 أبريل 1865.

### جيمس جارفيلد

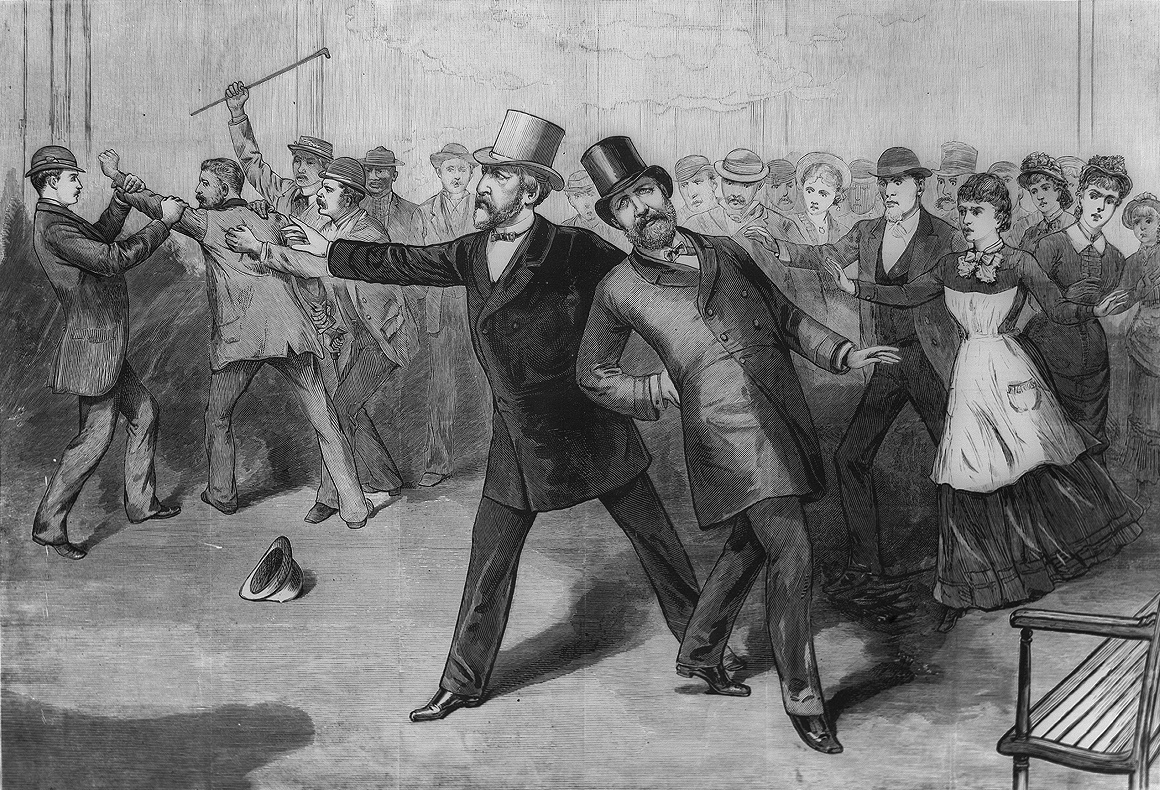
الرئيس جيمس جارفيلد مع جيمس بلين بعد إطلاق النار عليه من قبل تشارلز غيتو

بدأت عملية اغتيال جيمس جارفيلد، الرئيس العشرين للولايات المتحدة، في محطة بالتيمور وبوتوماك للسكك الحديدية في واشنطن العاصمة، في الساعة 9:20 صباحًا يوم السبت 2 يوليو 1881، بعد أقل من أربعة أشهر من توليه منصبه. عندما وصل الرئيس إلى محطة القطار، أطلق عليه الكاتب والمحامي تشارلز غيتو النار مرتين بمسدس ويبلي بريتيش بول دوج عيار 442؛ أصابت إحدى الرصاصات كتف الرئيس، واخترقت الأخرى ظهره. على مدى الأسابيع الحادية عشر التالية، تحمل جارفيلد الألم والمعاناة بسبب إطلاق النار عليه، قبل أن يموت في 19 سبتمبر 1881، على الساعة 10:35 صباحًا. بسبب المضاعفات الناجمة عن عدوى منشأها طبي، والتي أصيب بها نتيجة فحص الأطباء المتواصل لجرحه بأصابع وأدوات غير معقمة. وقد نجا لمدة 79 يومًا بعد إطلاق النار عليه.
تم القبض على غيتو على الفور. وبعد محاكمة حظيت بتغطية إعلامية واسعة، استمرت من 14 نوفمبر 1881 إلى 25 يناير 1882، أُدين وحُكم عليه بالإعدام. تم رفض الاستئناف اللاحق، وتم إعدامه شنقًا في 30 يونيو 1882 في مقاطعة كولومبيا، قبل يومين من الذكرى السنوية الأولى لإطلاق النار عليه. تم تقييم غيتو أثناء محاكمته وتشريح جثته بأنه غير متوازن عقليًا أو يعاني من آثار مرض الزهري العصبي. وادعى أنه أطلق النار على جارفيلد بسبب خيبة أمله بسبب تجاهله في تعيينه سفيراً في فرنسا. وقد عزا فوز الرئيس في الانتخابات إلى خطاب كتبه لدعم جارفيلد.
تولى نائب الرئيس تشستر آرثر منصب الرئيس جارفيلد في 19 سبتمبر 1881.

### وليام ماكينلي

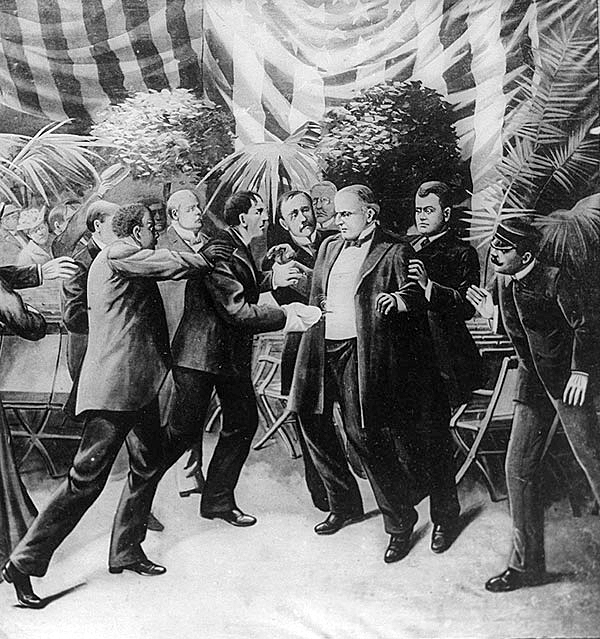
ليون كولغوش يطلق النار على الرئيس ويليام ماكينلي بمسدس مخفي تحت قطعة قماش.

وقعت عملية اغتيال رئيس الولايات المتحدة ويليام ماكينلي في الساعة 4:07 مساء يوم الجمعة 6 سبتمبر 1901، في معبد الموسيقى في بوفالو، نيويورك. كان ماكينلي يحضر المعرض الأمريكي، وقد تعرض لإطلاق نار مرتين في البطن من مسافة قريبة على يد ليون كولغوش، وهو منتمي للتيار اللاسلطوي، وكان مسلحًا بمسدس "سيفتي أوتوماتيك" من نوع إيفر جونسون عيار 32 كان مخفيًا تحت منديل. ارتدت الرصاصة الأولى من زر أو ميدالية جائزة على سترة ماكينلي واستقرت في كمّه؛ واخترقت الرصاصة الثانية بطنه. على الرغم من أن ماكينلي بدا في البداية وكأنه يتعافى، إلا أن حالته تدهورت بسرعة بسبب الغنغرينا التي انتشرت حول جروحه وتوفي في 14 سبتمبر 1901، على الساعة 2:15 مساءً.
تمكن أفراد الحشد، بقيادة جيمس بنجامين باركر، من إخضاع كولغوش وأسره. وبعد ذلك، تدخل اللواء الرابع من فيلق الحرس الوطني والشرطة، وضربوا كولغوش بشدة لدرجة أنه كان يُعتقد في البداية أنه قد لا يعيش ليُحاكم. وفي 24 سبتمبر، وبعد محاكمة استمرت يومين، رفض فيها المتهم الدفاع عن نفسه، أدين كولغوش وحُكم عليه فيما بعد بالإعدام. تم إعدامه بالكرسي الكهربائي في سجن أوبورن في 29 أكتوبر 1901. وكانت أفعال تشولغوش ذات دوافع سياسية، رغم أنه لا يزال من غير الواضح ما النتيجة التي كان يتوقع أن تحققها عملية إطلاق النار.
بعد اغتيال الرئيس ماكينلي، أصدر الكونغرس توجيهات لجهاز الخدمة السرية بحماية رئيس الولايات المتحدة كجزء من تفويضه.
تولى نائب الرئيس ثيودور روزفلت منصب الرئيس ويليام ماكينلي في 14 سبتمبر 1901.

### جون كينيدي

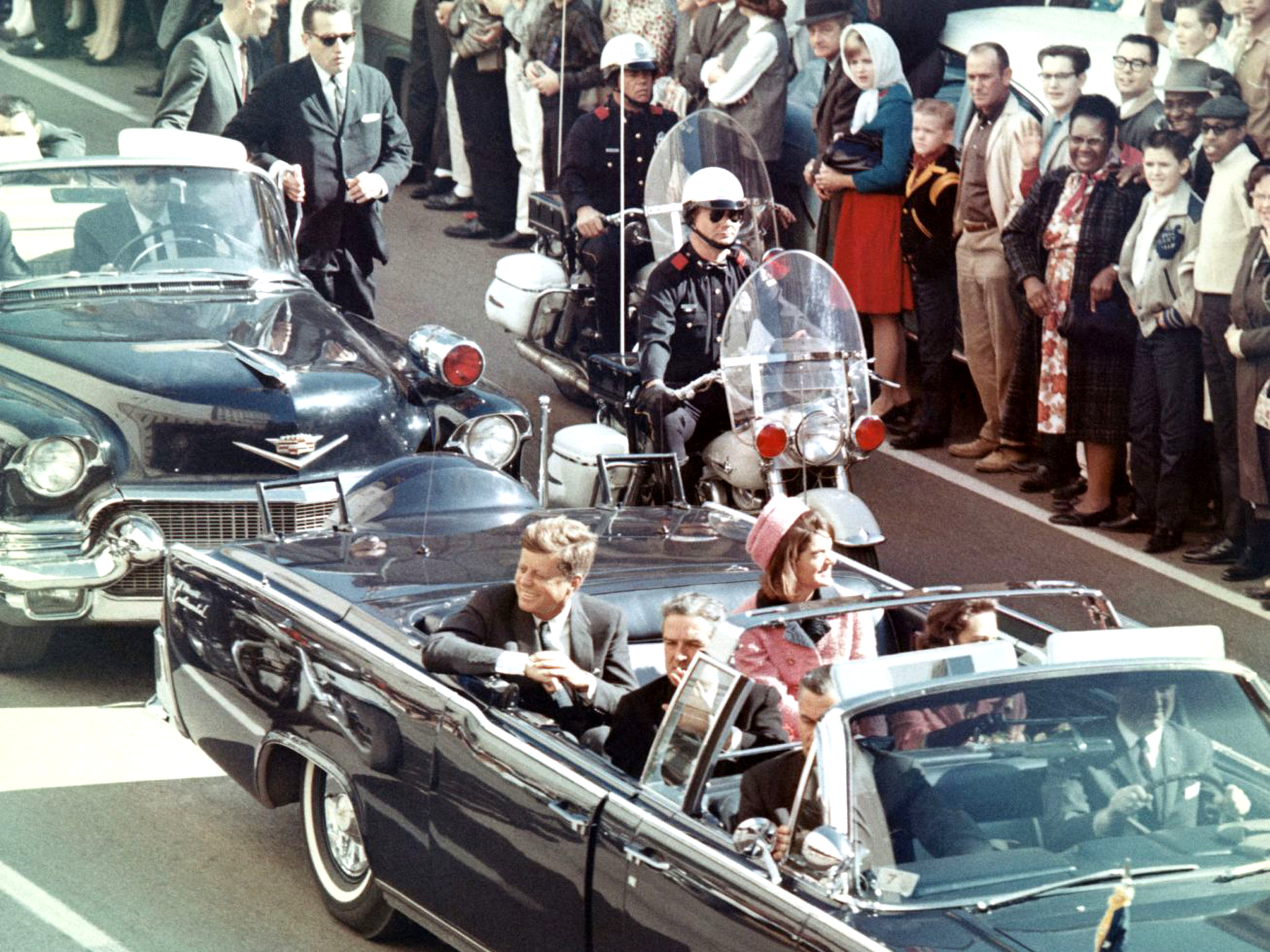
الرئيس جون كينيدي وزوجته جاكلين وعائلة كونالي في سيارة الليموزين الرئاسية قبل دقائق من الاغتيال

وقعت عملية اغتيال الرئيس الأمريكي جون كينيدي في الساعة 12:30 يوم الجمعة 22 نوفمبر 1963، في دالاس، تكساس، أثناء موكب رئاسي في ديلي بلازا. كان كينيدي يركب مع زوجته جاكلين، وحاكم ولاية تكساس جون كونالي، وزوجة كونالي نيللي، عندما قُتل برصاصة قاتلة من قبل جندي مشاة البحرية الأمريكي السابق والمنشق الأمريكي لي هارفي أوزوالد (باستخدام بندقية كاركانو موديل 38 عيار 6.5 × 52 مم) من الطابق السادس من مستودع كتب مدرسة تكساس. تم إطلاق النار عليه مرة واحدة في ظهره، حيث خرجت الرصاصة من حنجرته، ومرة أخرى في الرأس. وأصيب الحاكم كونالي بجروح خطيرة، كما أصيب أحد المارة جيمس تاغ بإصابة طفيفة في وجهه بسبب قطعة صغيرة من حجر الرصيف تفتتت بعد إصابته بإحدى الرصاصات. هرع الموكب إلى مستشفى باركلاند ميموريال، حيث افترض أن الرئيس كينيدي قد مات في الساعة 1:00 مساءً. تم إلقاء القبض على أوزوالد واتهامه من قبل شرطة دالاس باغتيال كينيدي وقتل شرطي دالاس جيه دي تيبيت، الذي قُتل بالرصاص في حي سكني في منطقة أوك كليف في دالاس بعد ساعات قليلة. في يوم الأحد 24 نوفمبر، أثناء نقله من سجن المدينة إلى سجن المقاطعة، قُتل أوزوالد برصاصة في قبو مقر شرطة دالاس على يد مالك ملهى دالاس الليلي جاك روبي. وأدين روبي بقتل أوزوالد، على الرغم من أن إدانته تم إلغاؤها لاحقًا في الاستئناف. في عام 1967، توفي روبي في السجن أثناء انتظار محاكمة جديدة.
في سبتمبر 1964، خلصت لجنة وارن إلى أن كينيدي وتيبيت قُتلا على يد أوزوالد، وأن أوزوالد كان يتصرف بمفرده تمامًا في كلتا الجريمتين، وأن روبي كان يتصرف بمفرده في قتل أوزوالد. ومع ذلك، فقد وجدت استطلاعات الرأي التي أجريت من عام 1966 إلى عام 2004 أن ما يصل إلى 80٪ من الأميركيين الذين شملهم الاستطلاع يشكون في وجود مؤامرة أو تستّر لقتل الرئيس كينيدي. ظلّت نظريات المؤامرة مستمرة حتى يومنا هذا.
تولى نائب الرئيس ليندون جونسون منصب الرئيس خلفًا للرئيس جون كينيدي في 22 نوفمبر 1963.

## رؤساء أُصيبوا حينما كانوا في المنصب

### رونالد ريغان

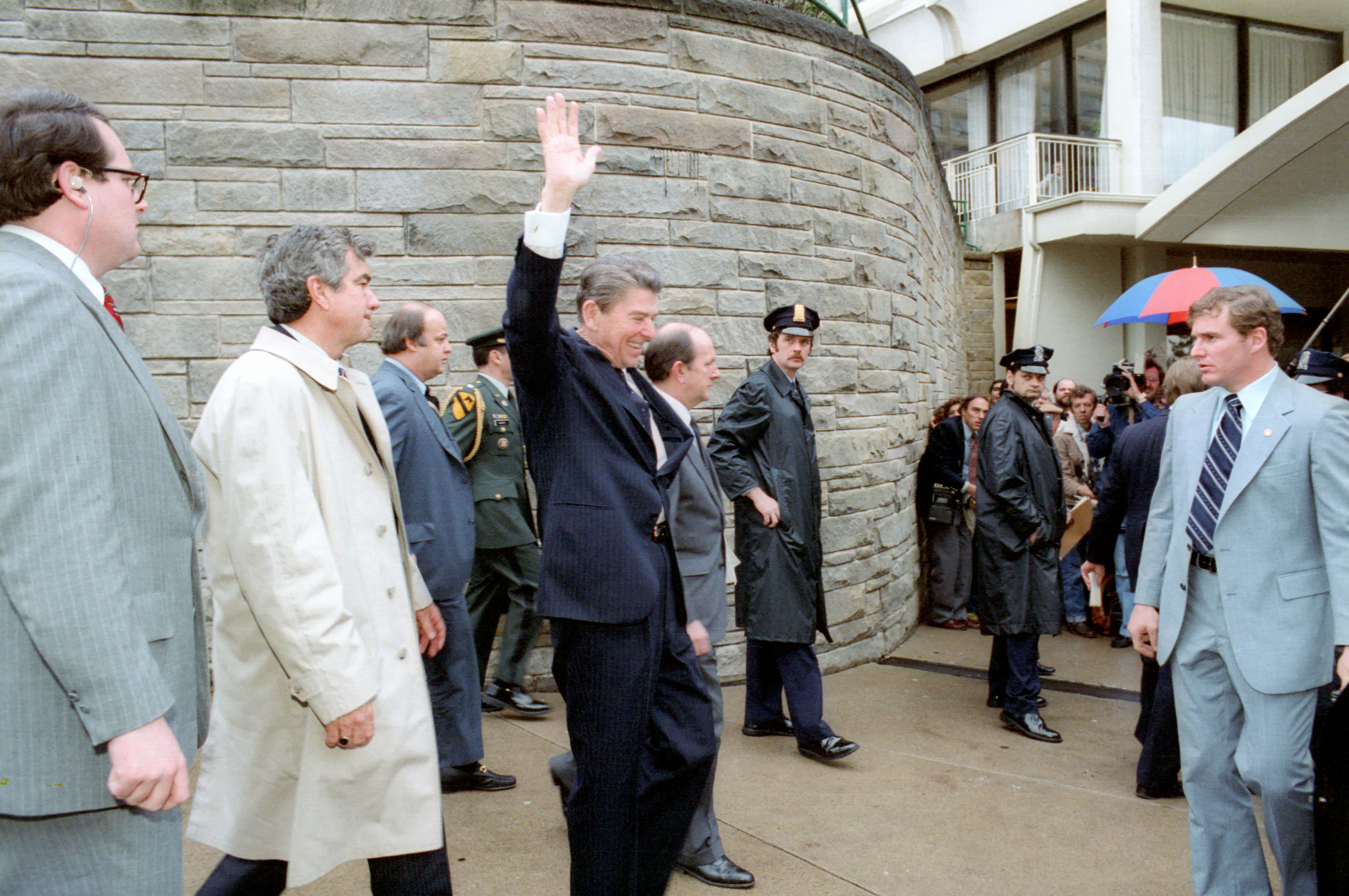
الرئيس رونالد ريغان (وسط الصورة) يلوح بيده قبل إطلاق النار عليه خارج فندق في واشنطن العاصمة في 30 مارس 1981.

في 30 مارس 1981، بينما كان رونالد ريغان عائداً إلى سيارته الليموزين بعد إلقاء خطاب في فندق واشنطن هيلتون، أطلق القاتل المحتمل جون هينكلي جونيور ست طلقات نارية باستخدام مسدس روم آر جي-14 عيار 22 نحوه، فأصاب ريغان وثلاثة آخرين. أصيب ريغان بجروح خطيرة بسبب رصاصة ارتدت من جانب سيارة الليموزين الرئاسية وأصابته في الإبط الأيسر، مما أدى إلى كسر ضلع وثقب الرئة وتسبب في نزيف داخلي خطير. على الرغم من "قربه من الموت" عند وصوله إلى مستشفى جامعة جورج واشنطن، تم تثبيت حالة ريغان في غرفة الطوارئ، ثم خضع لعملية جراحة استكشافية طارئة. وقد تعافى وخرج من المستشفى في 11 أبريل. وبالإضافة إلى ريغان، أصيب أيضًا السكرتير الصحفي للبيت الأبيض جيمس برادي، ووكيل الخدمة السرية تيم مكارثي، وضابط الشرطة توماس ديلهانتي. نجا الثلاثة، لكن برادي أصيب بتلف في المخ وأصبح معاقًا بشكل دائم؛ اعتُبرت وفاة برادي في عام 2014 جريمة قتل لأنها كانت في النهاية بسبب هذه الإصابة..
تم القبض على هينكلي على الفور، وقال في وقت لاحق أنه كان يريد قتل ريغان لإثارة إعجاب الممثلة جودي فوستر. تم اعتباره مريضًا عقليًا وتم إيداعه في مؤسسة. تم إطلاق سراح هينكلي من الرعاية النفسية المؤسسية في 10 سبتمبر 2016، بعد 35 عامًا من الحادثة و12 عامًا من وفاة ريغان بسبب الالتهاب الرئوي المعقد بسبب مرض الزهايمر.

## رؤساء أُصيبوا بعد فترة رئاستهم

### ثيودور روزفلت

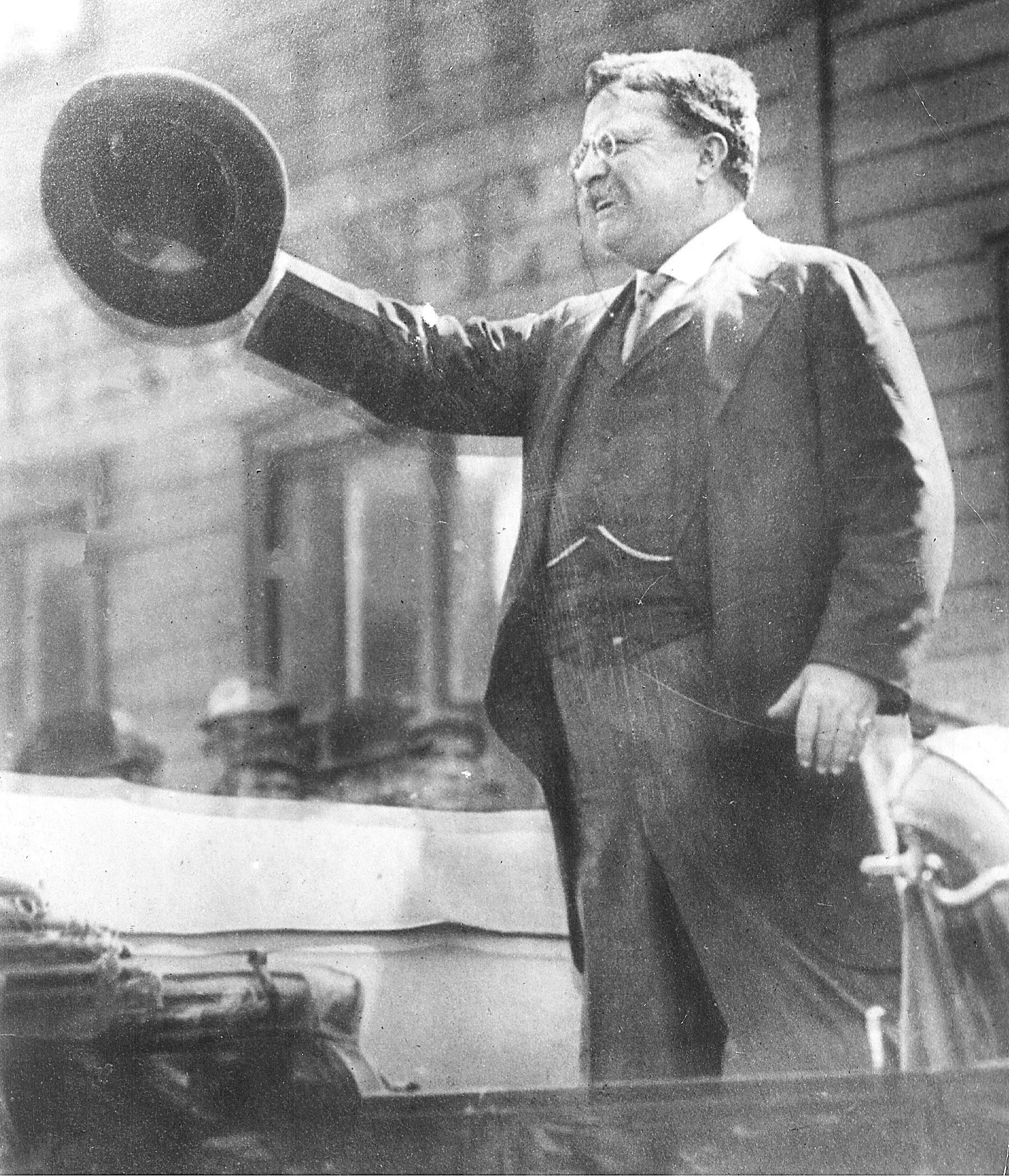
ثيودور روزفلت يتحدث من سيارته في ميلووكي في 14 أكتوبر 1912، قبل وقت قصير من إطلاق النار عليه

بعد ثلاث سنوات ونصف من تركه منصبه، ترشح ثيودور روزفلت في الانتخابات الرئاسية عام 1912 كعضو في الحزب التقدمي. أثناء الحملة الانتخابية في ميلواكي، ويسكونسن في 14 أكتوبر 1912، أطلق جون شرانك، صاحب صالون من نيويورك والذي كان يطارد روزفلت لأسابيع، رصاصة واحدة على صدره باستخدام مسدس كولت بوليس بوزيتيف سبيشال عيار 0.38. كان نص خطاب حملته المكون من 50 صفحة بعنوان "قضية تقدمية أعظم من أي فرد"، والذي تم طيه مرتين في جيب صدر روزفلت. وقد كانت حافظة النظارات المعدنية سببا في إبطاء الرصاصة، مما أنقذ حياته. تم نزع سلاح شرانك على الفور، وتم القبض عليه، وكان من الممكن أن يتم إعدامه دون محاكمة لولا أن صاح روزفلت من أجل إبقاء شرانك سالمًا. طمأن روزفلت الحشود بأنه بخير، ثم أمر الشرطة بتولي مسؤولية شرانك والتأكد من عدم تعرضه لأي عنف.
لقد استنتج روزفلت، باعتباره صيادًا وعالم تشريح متمرسًا، بشكل صحيح أنه نظرًا لأنه لم يكن يسعل دمًا، فإن الرصاصة لم تصل إلى رئته، ورفض الاقتراحات بالذهاب إلى المستشفى على الفور. وبدلاً من ذلك، ألقى خطابه المقرر والدماء تتسرب إلى قميصه. وتحدث لمدة 84 دقيقة قبل أن يكمل خطابه ويتلقى الرعاية الطبية. كانت تعليقاته الافتتاحية للحشد المتجمع، "سيداتي وسادتي، لا أعرف ما إذا كنتم تفهمون تمامًا أنني أصبت للتو برصاصة، لكن الأمر يتطلب أكثر من ذلك لقتل موظ ذكر (Bull Moose)." وبعد ذلك، أظهرت المجسات والأشعة السينية أن الرصاصة استقرت في عضلة صدر روزفلت، لكنها لم تخترق الجنب الرئوي. وخلص الأطباء إلى أن تركها في مكانها سيكون أقل خطورة من محاولة إزالتها، وظلت الرصاصة في جسد روزفلت لبقية حياته. أمضى أسبوعين للتعافي قبل أن يعود إلى مسار الحملة الانتخابية. وعلى الرغم من إصراره، خسر روزفلت في نهاية المطاف محاولته لإعادة انتخابه أمام المرشح الديمقراطي وودرو ويلسون.
في محاكمة شرانك، ادعى القاتل المحتمل أن ويليام ماكينلي زاره في المنام وطلب منه الانتقام لاغتياله بقتل روزفلت. تم اعتباره مجنونًا قانونيًا وتم إيداعه في مؤسسة حتى وفاته في عام 1943.

### دونالد ترامب

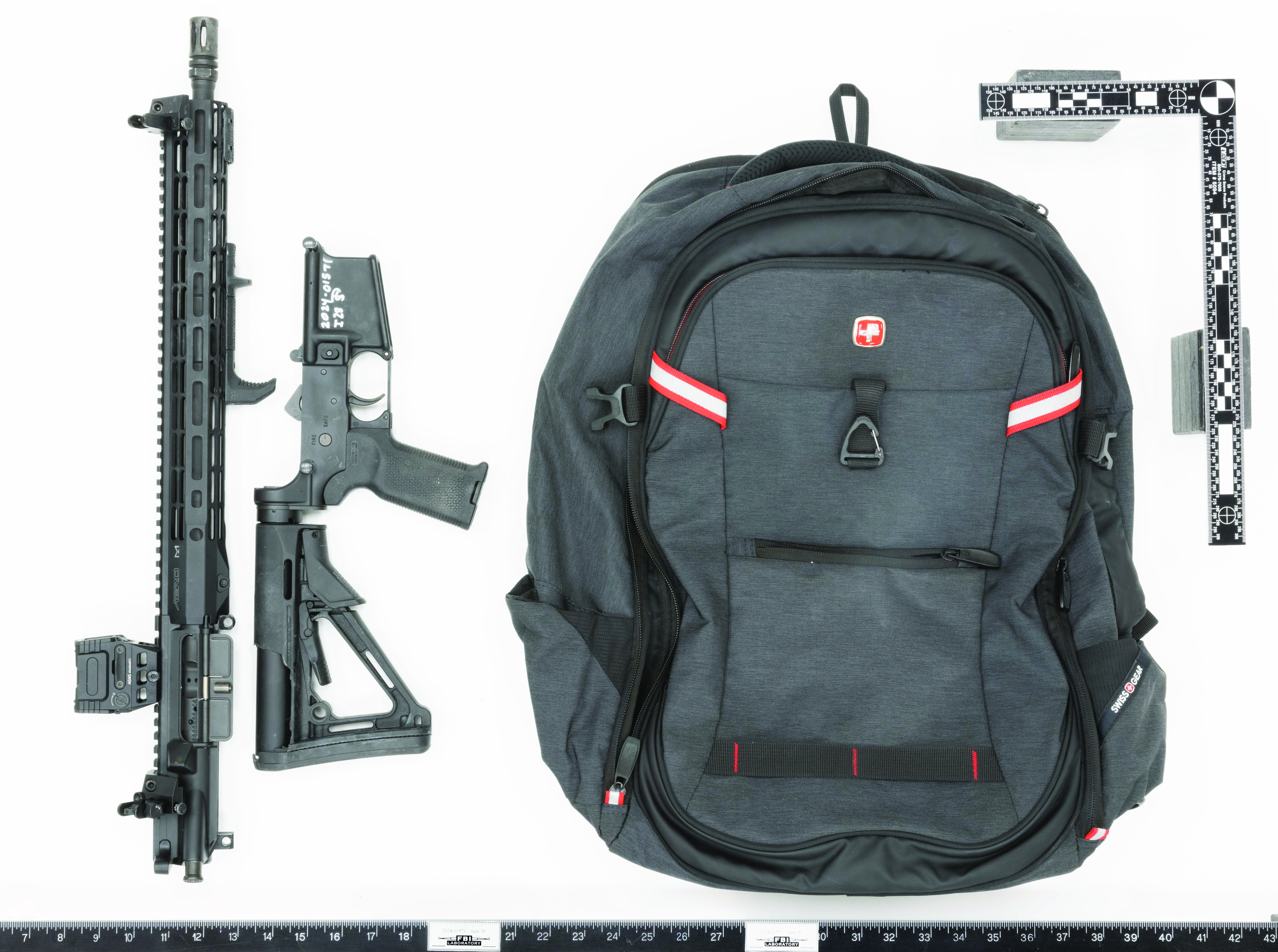
البندقية وحقيبة الظهر من طراز AR-15 التي استخدمها كروكس في إطلاق النار

في 13 يوليو 2024، أُصيب دونالد ترامب، الرئيس السابق للولايات المتحدة والمرشح المفترض للحزب الجمهوري في الانتخابات الرئاسية لعام 2024، برصاصة أصابت أذنه اليمنى أثناء إلقائه كلمة في تجمع انتخابي بالقرب من بتلر بولاية بنسلفانيا. فبعد وقت قصير من بدء ترامب في إلقاء كلمته أمام التجمع، أطلق توماس ماثيو كروكس -البالغ من العمر 20 عامًا- ثماني طلقات من بندقية من طراز AR-15 من سطح مبنى يقع على بعد حوالي 400 قدم (120 متر) من الموقع. كما قَتَل كروكس أحد أفراد الجمهور وهو كوري كومبيراتوري وأصاب اثنين آخرين من أفراد الجمهور بجروح خطيرة. تم إطلاق النار على كروكس وقتله على يد فريق مكافحة القناصة التابع لجهاز الخدمة السرية الأمريكي. وأظهر مقطع فيديو للحادث ترامب وهو يضغط على أذنه اليمنى قبل أن يختبئ على أرضية المنصة، حيث كان محميًا من قبل أفراد من جهاز الخدمة السرية. وبعد أن ساعده العملاء على الوقوف، خرج ترامب والدماء على أذنه ووجهه. ثم نطق أو صاح بالكلمات "قاتل! قاتل! قاتل!" التقط المصور الصحفي إيفان فوتشي من وكالة أسوشيتد برس صورًا لترامب ملطخًا بالدماء وهو يلوح بقبضته في الهواء، مع العلم الأمريكي في الخلفية، والتي انتشرت على وسائل التواصل الاجتماعي وحظيت بإشادة واسعة النطاق باعتبارها رمزية ومهمة تاريخيًا. تم إبعاد ترامب عن الموقع ونقله إلى مستشفى قريب قبل أن يتم يخرج في حالة مستقرة بعد بضع ساعات.

## محاولات اغتيال وهجمات ومؤامرات أخرى

### أندرو جاكسون

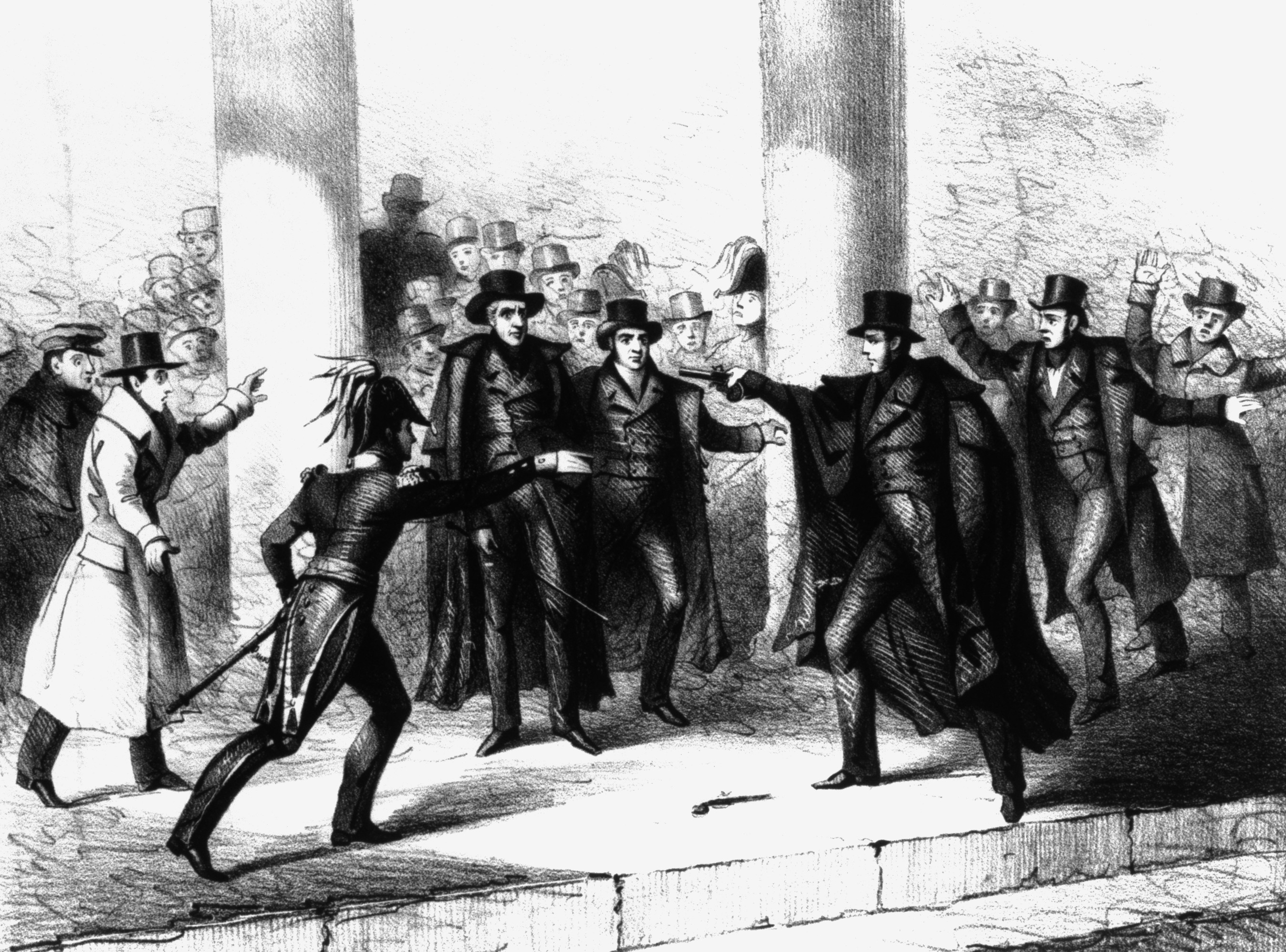
رسم توضيحي لمحاولة اغتيال جاكسون

- 30 يناير 1835: خارج مبنى الكابيتول مباشرة، حاول رسام منازل يدعى ريتشارد لورانس إطلاق النار على الرئيس أندرو جاكسون بمسدسين، لكنه فشل في إطلاق النار. وفي وقت لاحق، حاول شخص ما استخدام المسدسين وكلاهما يعملان بشكل جيد. تم القبض على لورانس بعد أن قام جاكسون بضربه بشدة بعصاه. تمت تبرئة لورانس بسبب الجنون وتم إيداعه في مؤسسة عقلية حتى وفاته في عام 1861.[53]

### أبراهام لينكولن
- 23 فبراير 1861: مرّ الرئيس المنتخب لينكولن عبر بالتيمور بولاية ماريلاند وسط تهديدات بمؤامرة بالتيمور، وهي مؤامرة مزعومة من قبل المتعاطفين الكونفدراليين في ماريلاند لاغتيال لينكولن في طريقه إلى تنصيبه. أدّت وكالة المباحث الوطنية التابعة لألان بينكرتون دورًا رئيسيًا في حماية الرئيس المنتخب من خلال إدارة أمن لينكولن طوال الرحلة. وعلى الرغم من جدل الباحثين حول ما إذا كان التهديد حقيقيا أم لا، فقد اتخذ لينكولن ومستشاروه إجراءات لضمان مروره الآمن عبر بالتيمور.
- أغسطس 1864: أخطأت رصاصة بندقية واحدة أطلقها قناص مجهول رأس لينكولن ببضع بوصات (مرت عبر قبعته) بينما كان يركب في وقت متأخر من المساء، دون حراسة، شمالًا من البيت الأبيض على بعد ثلاثة أميال (5 كم) إلى منزل الجنود (ملاذه المعتاد حيث كان يعمل وينام قبل العودة إلى البيت الأبيض في صباح اليوم التالي). قرابة الساعة 11:00 مساءً، سمع الجندي جون دبليو نيكولز من فوج متطوعي بنسلفانيا رقم 150، والحارس المناوب عند المدخل المسور لأراضي منزل الجنود، طلقة البندقية وبعد لحظات رأى الرئيس يركب نحوه "عاري الرأس". وصف لينكولن الأمر لوارد لامون، صديقه القديم وحارسه الشخصي المخلص..[54][55]
- 11 أبريل 1865: حضر جون ويلكس بوث، الذي سيحاول اغتيال لينكولن بنجاح بعد ثلاثة أيام، الخطاب العام الأخير للينكولن في واشنطن العاصمة، مع زملائه المتآمرين المستقبليين ديفيد هيرولد ولويس باول. أثناء الخطاب، غضب بوث عندما أعرب لينكولن عن دعمه لمنح حقوق التصويت للعبيد السابقين وأمر باول بإطلاق النار على لينكولن. قرّر باول في النهاية عدم القيام بذلك خوفًا من الحشود، لكن بوث تعهد بـ "إعدامه" ووضع خطة لقتل لينكولن والتي تم تنفيذها في 14 أبريل.[56]

### وليام هوارد تافت

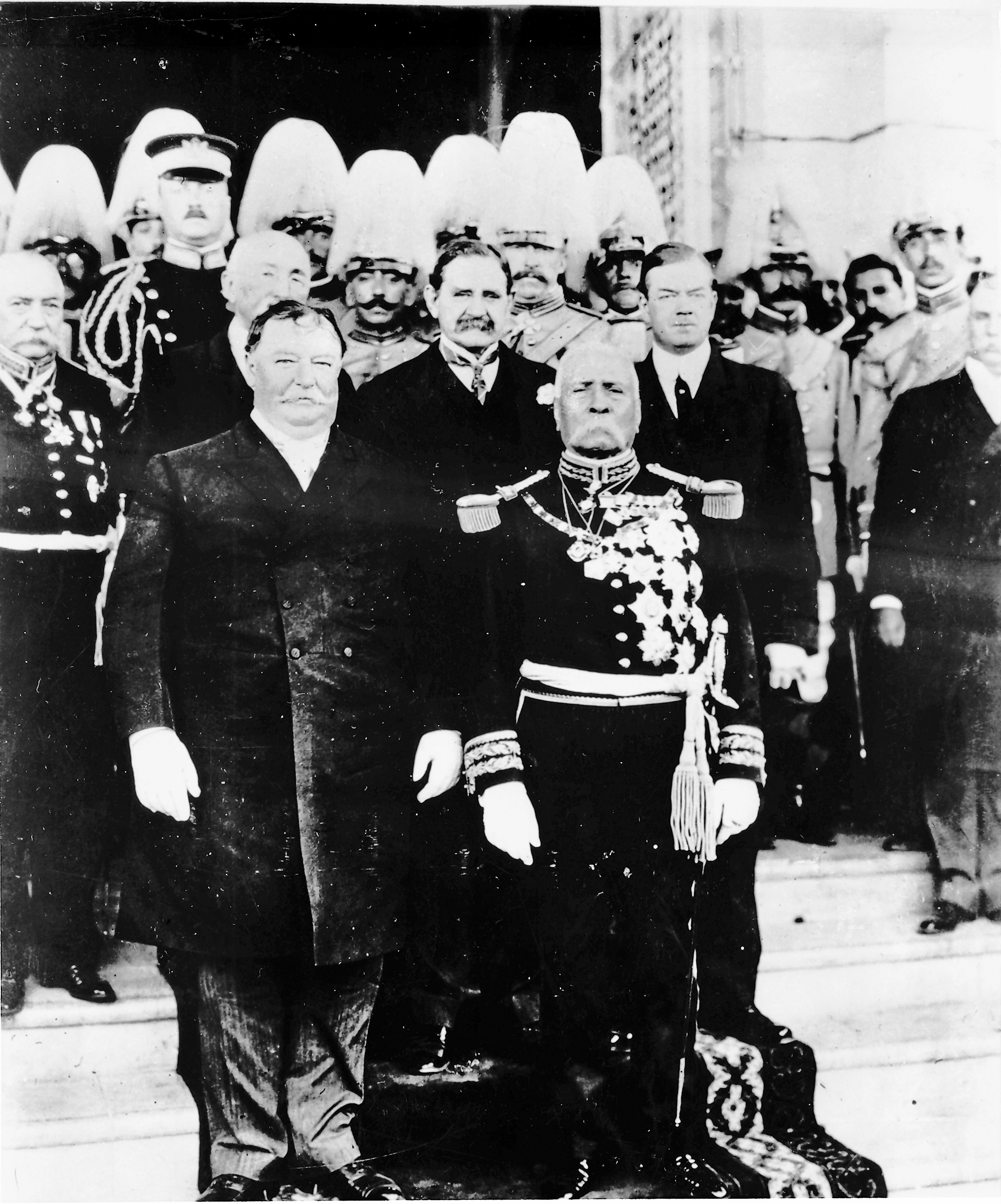
ويليام تافت وبورفيريو دياث، القمة الرئاسية التاريخية الأولى، سيوداد خواريز، المكسيك، 16 أكتوبر 1909.

- 1909: خطّط ويليام هوارد تافت وبورفيريو دياث لعقد قمة في إل باسو بولاية تكساس، وسيوداد خواريز بولاية تشيواوا، وكان ذلك أول لقاء تاريخي بين رئيس أمريكي ورئيس مكسيكي وأيضًا المرة الأولى التي يعبر فيها رئيس أمريكي الحدود إلى المكسيك.[57] طلب دياث الاجتماع لإظهار دعم الولايات المتحدة لترشحه الثامن كرئيس، ووافق تافت على دعم دياث من أجل حماية المليارات العديدة من الدولارات من رأس المال الأمريكي المستثمر في المكسيك آنذاك.[58] اتفق الجانبان على أن شريط شاميزال المتنازع عليه الذي يربط إل باسو بسيوداد خواريز سوف يُعتبر منطقة محايدة دون وجود أعلام أثناء القمة، لكن الاجتماع ركز الانتباه على هذه المنطقة وأسفر عن تهديدات بالاغتيال ومخاوف أمنية خطيرة أخرى.[59] تم استدعاء قوات تكساس رينجرز، و4000 جندي أمريكي ومكسيكي، ووكلاء الخدمة السرية الأمريكية، ووكلاء مكتب التحقيقات الفيدرالي، وخدمة المارشالات الأمريكية لتوفير الأمن.[60] تم تعيين فريق أمني خاص إضافي مكون من 250 فردًا بقيادة الكشاف الشهير فريدريك روسل بورنهام، من قبل جون هايز هاموند. كان هاموند صديقًا مقربًا لتافت من جامعة ييل ومرشحًا سابقًا لمنصب نائب رئيس الولايات المتحدة في الانتخابات الرئاسية لعام 1908، والذي كان يمتلك مع شريكه التجاري بيرنهام مصالح تعدينية كبيرة في المكسيك.[61][62][63] في 16 أكتوبر، يوم القمة، اكتشف بيرنهام والجندي الخاص سي آر مور، وهو من حرس ولاية تكساس، جوليوس بيرغرسون البالغ من العمر 52 عامًا وهو يحمل مسدسًا مخفيًا في راحة يده ويقف في مبنى غرفة تجارة إل باسو على طول طريق الموكب.[64] قام بيرنهام ومور بالقبض على بيرغرسون ونزع سلاحه على بعد بضعة أقدام فقط (حوالي متر واحد) من تافت ودياث.[65][66]
- 1910: قام الرئيس تافت بزيارة عمته، ديليا توري، في ميلبوري، ماساتشوستس. وأفاد توري في وقت لاحق أنه استقبل شخصًا غريبًا يزعم أنه سمع مؤامرة اغتيال في بوسطن، ماساتشوستس. قبل مغادرة مدينة ورستر القريبة في ولاية ماساتشوستس بالقطار، هدّد توري، التي ادّعت أن الغريب "لم يرغب في نشر أي شيء في الصحف، وإذا حدث ذلك فسوف يعود ويقتلني". أبلغت توري الشرطة المحلية بالمؤامرة، التي شاركت شرطة ورستر وجهاز الخدمة السرية نفس الادعاء. لم يتم التعرف على الرجل مطلقًا.[67]

### هربرت هوفر
- 19 نوفمبر 1928:[68] شرع الرئيس المنتخب هوفر في "جولة حسن نية" شملت عشر دول في أمريكا الوسطى والجنوبية.[69] أثناء عبور جبال الأنديز من تشيلي، تم إحباط مؤامرة اغتيال من قبل اللاسلطويين الأرجنتينيين. كانت المجموعة بقيادة سيفيرينو دي جيوفاني، الذي خطّط لتفجير قطاره أثناء عبوره السهول الوسطى في الأرجنتين. كان المخططون قد خططوا لخطة عمل، لكن المفجر تم القبض عليه قبل أن يتمكن من وضع المتفجرات على القضبان. وأبدى هوفر عدم اهتمامه، فمزق الصفحة الأولى من إحدى الصحف التي كشفت عن المؤامرة، وشرح ذلك بقوله: "من الأفضل ألا ترى لو هوفر ذلك"،[70] في إشارة إلى زوجته. حظيت تصريحاته المجاملة للأرجنتين بقبول جيد سواء في البلد المضيف أو في الصحافة.[71]

### فرانكلين روزفلت

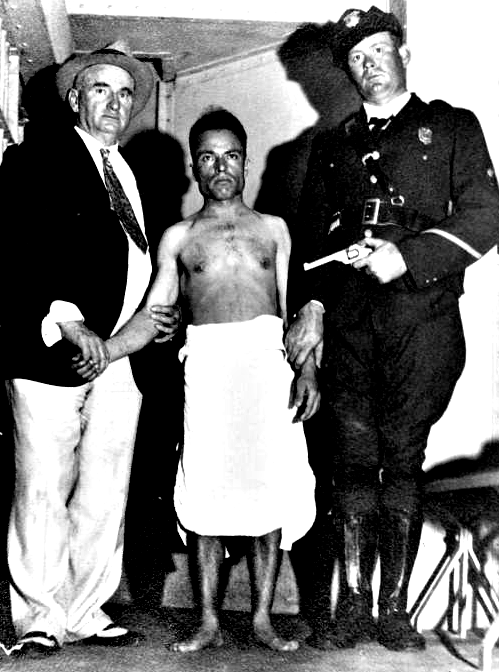
جوزيبي زانغارا بعد اعتقاله

- 15 فبراير 1933: قبل سبعة عشر يومًا من تنصيب روزفلت كرئيس لأول مرة، أطلق جوزيبي زانجارا خمس رصاصات على روزفلت في ميامي بولاية فلوريدا. ورغم أن طلقات زانجارا أخطأت الرئيس المنتخب، إلا أنه نجح في إصابة عمدة شيكاغو أنطون سيرماك بجروح قاتلة وإصابة أربعة أشخاص آخرين. أقرّ زانجارا بالذنب في جريمة قتل سيرماك وتم إعدامه على الكرسي الكهربائي في 20 مارس 1933. ولم يتم تحديد هوية الشخص الذي كان هدف زنجارا بشكل قاطع، لكن معظم الناس افترضوا في البداية أنه كان يطلق النار على الرئيس المنتخب. هناك نظرية أخرى مفادها أن المحاولة ربما كانت بأمر من آل كابوني المسجون، وأن سيرماك، الذي قاد حملة صارمة على عصابة شيكاغو والجريمة المنظمة في شيكاغو بشكل عام، كان الهدف الحقيقي.[72][73]
- 1943: زعمت المفوضية الشعبية للشؤون الداخلية السوفييتية أنها اكتشفت خطة لقوات الأمن الخاصة الألمانية النازية لاغتيال (سُمّيت باسم عملية الوثب الطويل) كل من روزفلت، وونستون تشرشل، وجوزيف ستالين في مؤتمر طهران.[74]

### هاري ترومان
- منتصف عام 1947: أثناء التمرد اليهودي في فلسطين قبل تشكيل إسرائيل، أُفيد بأن منظمة شتيرن شبه العسكرية الصهيونية أرسلت عددًا من الرسائل المفخخة إلى الرئيس والموظفين رفيعي المستوى في البيت الأبيض. في ذلك الوقت، لم يتم الإعلان عن الحادث، لكن ابنة ترومان مارغريت ترومان كشفت عن الحادث المزعوم في سيرتها الذاتية عن ترومان التي نشرت في عام 1972؛ وقد تم الكشف عن الادعاء مسبقًا في مذكرات إيرا آر تي سميث، الذي عمل في غرفة البريد. وفقًا لترومان، تم تنبيه جهاز الخدمة السرية من قبل المخابرات البريطانية بعد إرسال رسائل مماثلة إلى مسؤولين بريطانيين رفيعي المستوى، وتبنّت شتيرن العملية؛ فيما اعترضت غرفة البريد في البيت الأبيض الرسائل الموجهة إلى الرئيس ترومان وقام جهاز الخدمة السرية بتفكيكها.[75]
- 1 نوفمبر 1950: حاول ناشطان بورتوريكيان مؤيدان للاستقلال، أوسكار كولازو وجريسيليو توريسولا، قتل الرئيس ترومان في بلير هاوس، حيث كان ترومان يقطن بينما كان البيت الأبيض يخضع لتجديدات كبرى. وفي الهجوم، جرح توريسولا شرطي البيت الأبيض جوزيف دوانز، وأصاب شرطي البيت الأبيض ليزلي كوفيلت بجروح قاتلة. ردّ كوفيلت بإطلاق النار، مما أدى إلى مقتل توريسولا برصاصة في الرأس. وأصاب كولازو ضابطًا قبل أن يتم إطلاق النار عليه في المعدة. نجا كولازو من إصابات خطيرة، بينما توفي كوفيلت متأثراً بجراحه بعد 4 ساعات في المستشفى. لم يتعرض ترومان لأذى، لكنه تعرض لخطر كبير. وأدين كولازو في محاكمة فيدرالية وحكم عليه بالإعدام. أصدر ترومان قرارًا بتخفيف حكم الإعدام الصادر بحق كولازو إلى السجن مدى الحياة. في عام 1979، خفف الرئيس جيمي كارتر عقوبة كولازو إلى المدة التي قضاها في السجن.[76]

### جون كينيدي
- 11 ديسمبر 1960: أثناء قضاء إجازته في بالم بيتش بولاية فلوريدا، تعرض الرئيس المنتخب جون كينيدي للتهديد من قبل ريتشارد بول بافليك، عامل البريد السابق البالغ من العمر 73 عامًا والذي كان مدفوعًا بكراهية الكاثوليك. كان بافليك ينوي تحطيم سيارته البويك 1950 المحملة بالديناميت في سيارة كينيدي، لكنه غيّر رأيه بعد رؤية زوجة كينيدي وابنته تودعانه.[77] تم إلقاء القبض على بافليك بعد ثلاثة أيام من قبل جهاز الخدمة السرية بعد إيقافه بسبب مخالفة القيادة؛ وعثرت الشرطة على الديناميت في سيارته وألقت القبض عليه. في 27 يناير 1961، تم إيداع بافليك في مستشفى للأمراض العقلية تابع لخدمة الصحة العامة بالولايات المتحدة في سبرينغفيلد بولاية ميزوري، ثم تم اتهامه بتهديد حياة كينيدي بعد سبعة أسابيع. تم إسقاط التهم الموجهة إلى بافليك في 2 ديسمبر 1963، بعد عشرة أيام من اغتيال كينيدي في دالاس.[78] وحكم القاضي إيميت كلاي تشوت بأن بافليك لم يكن قادراً على التمييز بين الصواب والخطأ في أفعاله، لكنه أبقاه في المستشفى العقلي. كما أسقطت الحكومة الفيدرالية التهم في أغسطس 1964، وأُطلق سراح بافليك في النهاية من مستشفى ولاية نيو هامبشاير في 13 ديسمبر 1966.[78][79][80] توفي في عام 1975 عن عمر يناهز 88 عامًا.

### ريتشارد نيكسون
- 13 أبريل 1972: حمل آرثر بريمر سلاحًا ناريًا إلى موكب في أوتاوا بكندا، بهدف إطلاق النار على نيكسون، لكن سيارة الرئيس مرت بسرعة كبيرة مما منع بريمر من الحصول على لقطة جيدة. في اليوم التالي، ظن بريمر أنه رأى سيارة نيكسون خارج مبنى المركز، لكنها اختفت بحلول الوقت الذي تمكن فيه من استعادة مسدسه من غرفة فندقه [81] وبعد شهر واحد، أطلق بريمر النار على حاكم ولاية ألاباما، جورج والاس، فأصابه بجروح خطيرة، فأصيب بالشلل من الخصر إلى الأسفل حتى وفاته في عام 1998. وأصيب ثلاثة أشخاص آخرين. قضى بريمر 35 عامًا في السجن.[82][83]
- 22 فبراير 1974: خطط صامويل بيك لقتل نيكسون عن طريق تحطيم طائرة ركاب تجارية في البيت الأبيض.[84] قام باختطاف طائرة من طراز DC-9 في مطار بالتيمور واشنطن الدولي بعد أن قتل ضابط شرطة من إدارة الطيران في ماريلاند، وقيل له أن الطائرة لا يمكن أن تقلع مع بقاء كتل العجلات في مكانها. بعد أن أطلق النار على الطيارين (توفي أحدهما لاحقًا)، أطلق ضابط يُدعى تشارلز "بوتش" تروير النار على بيك عبر نافذة باب الطائرة. وقد نجا لفترة كافية ليقتل نفسه بالرصاص.

### جيرالد فورد

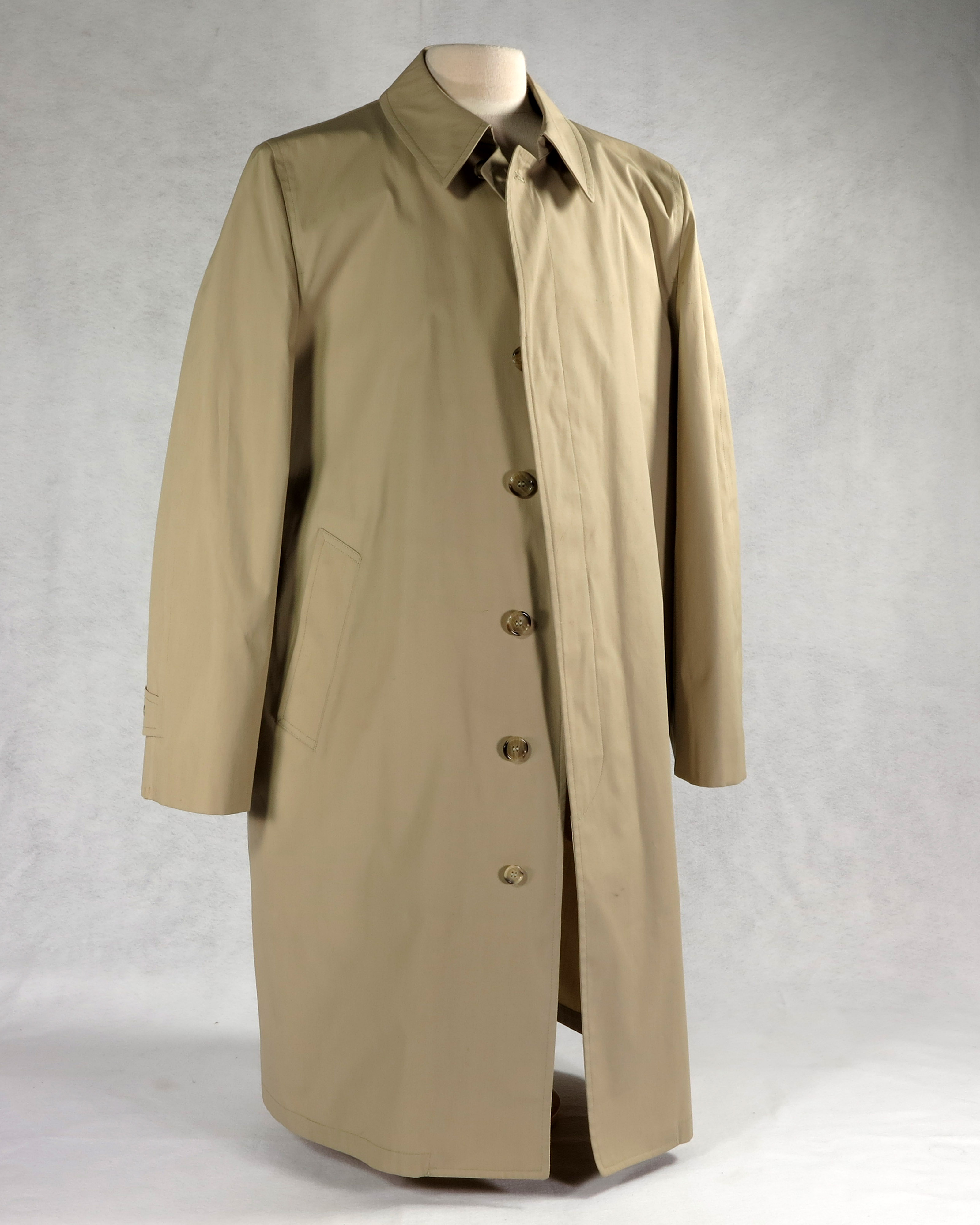
المعطف الواقي من الرصاص الذي بدأ فورد في ارتدائه في الأماكن العامة في أكتوبر 1975 بعد محاولة اغتياله في سان فرانسيسكو.

- منتصف أغسطس 1974: قال محرم كوربيجوفيتش، المعروف أيضًا باسم "مفجر الأبجدية" (The Alphabet Bomber)، في رسالة إنه سيأتي إلى واشنطن العاصمة، ويلقي قنبلة غاز أعصاب على الرئيس جيرالد فورد، الذي كان قد تولى منصبه بعد عشرة أيام فقط.[85] وفي غضون يوم واحد، حددت وكالة المخابرات المركزية، وجهاز الخدمة السرية الأمريكية، ووكالات إنفاذ القانون الأخرى، التي تعمل من قبو البيت الأبيض، كوربيجوفيتش؛ وتم القبض عليه في 20 أغسطس.[86](ص.379) حددت المجموعة أصوله اليوغوسلافية، باستخدام تحليل صوتي لوكالة المخابرات المركزية لأشرطة تسجيلاته، مع سجلات المحكمة للقضايا التي تعامل معها أهدافه الأولى - القاضي ومفوضي الشرطة - لتحديد هويته.[87]
- 5 سبتمبر 1975: على الأراضي الشمالية لمبنى الكابيتول بولاية كاليفورنيا في ساكرامنتو، قامت لينيت "سكويكي" فروم، إحدى أتباع تشارلز مانسن، بسحب كولت إم1911 عيار 45 على جيرالد فورد عندما مد يده لمصافحتها وسط حشد من الناس. كان لديها أربع خراطيش في مخزن المسدس ولكن لم يكن هناك أي خراطيش في الحجرة، ونتيجة لذلك، لم يُطلق المسدس النار. تم تقييدها بسرعة من قبل عميل الخدمة السرية لاري بويندورف. حُكم على فروم بالسجن مدى الحياة، لكن تم إطلاق سراحها من الحجز في 14 أغسطس 2009 (بعد عامين وثمانية أشهر من وفاة فورد الطبيعية في عام 2006).[88]
- 22 سبتمبر 1975: في سان فرانسيسكو، كاليفورنيا، بعد 17 يومًا فقط من محاولة فروم، أطلقت سارة جين مور مسدسًا على فورد من مسافة 40 قدمًا (12 مترًا).[89] أمسك أحد المارة، أوليفر سيبل، بذراع مور، وأخطأت الرصاصة فورد، وأصابت جدار مبنى وأصابت سائق التاكسي جون لودفيج بجروح طفيفة.[90] حوكمت مور وأدينت في محكمة فيدرالية، وحُكم عليها بالسجن مدى الحياة. تم الإفراج عنها بكفالة من سجن فيدرالي في 31 ديسمبر 2007، بعد أن قضت أكثر من 30 عامًا - بعد عام وخمسة أيام من وفاة فورد الطبيعية.

محاولتا اغتيال جيرالد فورد في سبتمبر 1975 هما الحالتان الوحيدتان المعروفتان لمحاولة امرأتين اغتيال رئيس أمريكي.

### جيمي كارتر
- 5 مايو 1979: كان ريموند لي هارفي متشردًا أمريكيًا عاطلًا عن العمل ولد في أوهايو. تم القبض عليه من قبل جهاز الخدمة السرية بعد العثور عليه يحمل مسدسًا به طلقات فارغة، قبل عشر دقائق من إلقاء كارتر لخطابه في مركز سيفيك سنتر للتسوق في لوس أنجلوس في 5 مايو 1979. كان لدى هارفي تاريخ من المرض العقلي،[91] لكن الشرطة اضطرت إلى التحقيق في ادعائه بأنه كان جزءًا من عملية مكونة من أربعة رجال لاغتيال الرئيس.[92] وبحسب هارفي، فقد أطلق سبع طلقات فارغة من المسدس المبتدئ على سطح الفندق في ليلة الرابع من مايو لاختبار مقدار الضوضاء التي سيحدثها. وادعى أنه كان مع أحد المتآمرين في تلك الليلة، والذي كان يعرفه باسم "خوليو". (تم التعرف على هذا الرجل لاحقًا على أنه مهاجر غير شرعي يبلغ من العمر 21 عامًا من المكسيك، وأُطلق عليه اسم أوزفالدو إسبينوزا أورتيز.)[91] في وقت إلقاء القبض عليه، كان لدى هارفي ثماني طلقات فارغة في جيبه، بالإضافة إلى 70 طلقة فارغة غير منفقة للبندقية.[93] تم سجن هارفي بكفالة قدرها 50 ألف دولار، نظرًا لحالته المؤقتة، وتم الإبلاغ عن أورتيز بشكل متناوب على أنه محتجز بكفالة قدرها 100 ألف دولار كشاهد أساسي[91] أو محتجز بكفالة قدرها 50 ألف دولار بتهمة السرقة من سيارة.[93] تم رفض التهم الموجهة إلى الشخصين في النهاية لعدم كفاية الأدلة.[94]
- كان جون هينكلي جونيور على وشك إطلاق النار على كارتر أثناء حملته لإعادة انتخابه، لكنه فقد أعصابه. حاول لاحقًا اغتيال الرئيس رونالد ريغان في مارس 1981.[95][96]

### جورج بوش الأب
- 13 أبريل 1993: وفقًا للسلطات الكويتية وتحقيقات مكتب التحقيقات الفيدرالي[97] يعتقد أن أربعة عشر رجلاً كويتيًا وعراقيًا يعملون لصالح صدام حسين قاموا بتهريب قنابل إلى الكويت، وكانوا يخططون لاغتيال الرئيس السابق بوش بسيارة مفخخة أثناء زيارته لجامعة الكويت بعد ثلاثة أشهر من تركه منصبه في يناير 1993.[98] وكان الرئيس السابق في زيارة إلى الكويت عام 1993 لإحياء ذكرى انتصار التحالف على العراق في حرب الخليج عندما زعم المسؤولون الكويتيون أنهم أحبطوا مؤامرة اغتيال مزعومة وألقوا القبض على المشتبه بهم. وفي ذلك الوقت كان الرئيس السابق برفقة زوجته، واثنين من أبنائه، ووزير الخارجية السابق جيمس بيكر الثالث، ورئيس الأركان السابق جون سونونو، ووزير الخزانة السابق نيكولاس برادي. ومن بين الأشخاص الـ 17 الذين اعتقلتهم السلطات الكويتية، تراجع المشتبه بهما، وهما "والي عبد الهادي عبد المحسن الغزالي" و"رعد عبد الأمير عبود الأسدي"، عن اعترافاتهما أثناء المحاكمة، زاعمين أنها انتزعت بالإكراه.[99] وأدانت محكمة كويتية جميع المتهمين باستثناء واحد. وردّ الرئيس الأمريكي آنذاك بيل كلينتون بشنّ هجوم بصواريخ كروز على مبنى استخبارات عراقي في منطقة المنصور ببغداد. وقد استخدمت هذه المؤامرة كأحد المبررات لقرار العراق الذي سمح بغزو الولايات المتحدة للعراق في عام 2003. وخلص تحليل أجراه مركز مكافحة الإرهاب التابع لوكالة المخابرات المركزية إلى أن مؤامرة الاغتيال من المرجح أن تكون من تدبير السلطات الكويتية؛[100] ومع ذلك، في ذلك الوقت، أثبت مكتب التحقيقات الفيدرالي أن المؤامرة كانت بتوجيه من جهاز المخابرات العراقي، وأن وكالة المخابرات المركزية تلقت معلومات تشير إلى أن صدام حسين قد أذن بمحاولة الاغتيال للانتقام من الولايات المتحدة، ومعاقبة الكويت على العمل مع الولايات المتحدة، ومنع الدول العربية الأخرى من التدخل في العراق.[101] وفي اليوم السابق للهجوم، أي في 12 أبريل 1993، ذهبت مادلين أولبرايت، السفيرة الأميركية لدى الأمم المتحدة آنذاك ووزيرة الخارجية الأميركية الرابعة والستين، إلى مجلس الأمن التابع للأمم المتحدة لتقديم أدلة على المؤامرة العراقية على أمل الحصول على الدعم الدولي.

### بيل كلينتون
- 21 يناير 1994: خطط رونالد جين باربور، الضابط العسكري المتقاعد والكاتب المستقل، لقتل كلينتون بينما كان الرئيس يمارس رياضة الركض. وعاد باربور إلى فلوريدا بعد أسبوع دون أن يطلق النار على الرئيس، الذي كان في زيارة دولة إلى روسيا.[102] وحُكم على باربور بالسجن لمدة خمس سنوات وأُطلق سراحه في عام 1998.
- 29 أكتوبر 1994: أطلق فرانسيسكو مارتن دوران ما لا يقل عن 29 طلقة من بندقية نصف آلية من طراز SKS عيار 7.62×39 ملم على البيت الأبيض من سياج يطل على الحديقة الشمالية، معتقدًا أن كلينتون كان من بين الرجال ذوي البدلات الداكنة الذين يقفون هناك (كان كلينتون في الداخل). وتمكن ثلاثة سائحين، هاري راكوسكي، وكين ديفيس، وروبرت هاينز، من التصدي لدوران قبل أن يتمكن من إصابة أي شخص. وبعد العثور على رسالة انتحار في جيبه، حُكم على دوران بالسجن لمدة 40 عامًا.[103][104]
- نوفمبر 1994: قام أسامة بن لادن بتجنيد رمزي يوسف، العقل المدبر لتفجير مركز التجارة العالمي عام 1993، لمحاولة اغتيال كلينتون. ومع ذلك، قرر يوسف أن الإجراءات الأمنية ستكون فعّالة للغاية وقرر استهداف البابا يوحنا بولس الثاني بدلاً من ذلك.[105]
- 24 نوفمبر 1996: أثناء زيارته لمنتدى التعاون الاقتصادي لآسيا والمحيط الهادئ في مانيلا، تم تغيير مسار موكب كلينتون قبل أن يعبر فوق جسر. وكان ضباط الخدمة السرية قد اعترضوا رسالة تشير إلى أن هجومًا وشيكًا، وأمر لويس ميرليتي، مدير الخدمة السرية، بتغيير مسار الموكب. وفي وقت لاحق، عثر فريق استخباراتي على قنبلة تحت الجسر. وكشفت تحقيقات أميركية لاحقة أن "المؤامرة كانت من تدبير شخص سعودي يعيش في أفغانستان يدعى أسامة بن لادن".[106]
- أكتوبر 2018: اعترضت الخدمة السرية طردًا يحتوي على قنبلة أنبوبية موجهة إلى زوجته هيلاري كلينتون ومُرسلة إلى منزلهما في تشاباكوا، نيويورك. كانت هذه واحدة من عدة رسائل أُرسلت بالبريد إلى زعماء ديمقراطيين آخرين في نفس الأسبوع، بما في ذلك الرئيس السابق باراك أوباما.[107] كان بيل كلينتون موجودًا في منزل تشاباكوا عندما تم اعتراض الطرد، بينما كانت هيلاري في فلوريدا تقوم بحملة للديمقراطيين في انتخابات التجديد النصفي لعام 2018.[108] كشف الحمض النووي لبصمات الأصابع أن الطرد تم إرساله من قبل المقيم في فلوريدا سيزار سايوك، والذي تم القبض عليه بعد يومين من اعتراض الطرد.[109] طلب المدعون العامون الحكم بالسجن مدى الحياة على سايوك، لكن القاضي حكم عليه بدلاً من ذلك بالسجن لمدة 20 عامًا.[110]

### جورج دبليو بوش
- 10 مايو 2005: بينما كان الرئيس بوش يلقي خطابًا في ساحة الحرية في تبليسي، جورجيا، ألقى فلاديمير أروتينيان قنبلة يدوية سوفييتية الصنع من طراز RGD-5 باتجاه المنصة. تم سحب دبوس القنبلة، لكنها لم تنفجر لأن منديلًا أحمر اللون كان ملفوفًا بإحكام حولها، مما منع ذراع الأمان من الانفصال.[111] وبعد فراره في ذلك اليوم، ألقي القبض على أروتيونيان في يوليو 2005. أثناء القبض عليه، قام بقتل أحد عناصر وزارة الداخلية. وقد أدين في يناير 2006 وحكم عليه بالسجن مدى الحياة.[112][113]
- 24 مايو 2022: تم القبض على شهاب أحمد شهاب شهاب، وهو مواطن عراقي ومقيم في كولومبوس بولاية أوهايو، بتهمة التورط في مؤامرة لاغتيال الرئيس السابق بوش بناءً على معلومات تم الحصول عليها من محادثات أجراها مع العديد من المخبرين السريين لمكتب التحقيقات الفيدرالي.[114] واتهم أيضًا بارتكاب جريمة تتعلق بالهجرة والتخطيط لتهريب مواطنين عراقيين بشكل غير قانوني إلى الولايات المتحدة من المكسيك من أجل المساعدة في المؤامرة. كما ادعى للمخبرين أنه كان له علاقات مباشرة مع أعضاء تنظيم داعش السابق، بما في ذلك علاقات مع زعيم داعش السابق أبو بكر البغدادي (قبل وفاته) ورئيس مالي سابق لداعش، والذي كان ينوي غسل الأموال منه إلى الولايات المتحدة عبر وكالة سيارات في كولومبوس. وفي فبراير، سافر شهاب ومخبر آخر إلى منزل بوش في دالاس، تكساس، وإلى معهد جورج دبليو بوش لإجراء عمليات مراقبة. دخل شهاب البلاد بطريقة غير شرعية في سبتمبر 2020 بهوية مزورة. وزعم شهاب أنه عمل مع المسلحين العراقيين لقتل العديد من العسكريين الأميركيين في العراق من عام 2003 إلى عام 2006 بعد الغزو. صرح بأن الدافع وراء مؤامرة الاغتيال كان الغضب من حرب العراق.[115]

### باراك أوباما
- ديسمبر 2008: كتب كودي راي بريتنغهام، أحد أفراد مشاة البحرية الأمريكية البالغ من العمر 20 عامًا والمتمركز في معسكر ليجون، أنه أدى اليمين بـ"الحماية ضد جميع الأعداء، الأجانب والمحليين". وفي "خطاب نوايا" موقّع، حدد الرئيس المنتخب أوباما على أنه "عدو محلي" وهدف لمؤامرة اغتيال خطط لها بريتنغهام.[116] كشفت عملية تفتيش لثكناته عن دفتر يحتوي على مواد تتعلق بتفوق العرق الأبيض.[117] في يونيو 2010، حُكم على بريتنغهام بالسجن لمدة 100 شهر في سجن فيدرالي.[118]
- أبريل 2009: تم اكتشاف مؤامرة لاغتيال أوباما في قمة تحالف الحضارات في إسطنبول بتركيا، بعد العثور على رجل من أصول سورية يحمل أوراق اعتماد صحفية مزورة لقناة الجزيرة. واعترف الرجل للأجهزة الأمنية التركية بتفاصيل خطته لاغتيال أوباما باستخدام سكين، وادعى أن لديه ثلاثة شركاء.[119]
- نوفمبر 2011: تأثر أوسكار راميرو أورتيغا-هيرنانديز، البالغ من العمر 21 عامًا، بنظريات المؤامرة وآراء دينية متطرفة وحاول اغتيال أوباما. بعد أن سافر من موطنه في أيداهو، أطلق عدة طلقات من بندقية نصف آلية على البيت الأبيض. لم يُصب أحد، لكن إحدى النوافذ تحطمت.[120] حُكم عليه بالسجن لمدة 25 عامًا.[121]
- 2011 إلى 2012: خططت جماعة إرهابية يمينية متطرفة تُدعى "الخوف" (FEAR) لتنفيذ سلسلة من الهجمات الإرهابية، بما في ذلك اغتيال أوباما.[122] تم إحباط المخطط عندما تم القبض على أربعة أعضاء من المجموعة بتهم القتل، ووافق أحدهم، مايكل بورنيت، على التعاون مع السلطات مقابل عقوبة أخف.[123]
- أكتوبر 2012: تم اعتقال رجل مختل عقليًا يُدعى ميتشل كوسيك من وستمنستر (كولورادو)، بعد اعترافه لمعالجه النفسي بنيته قتل أوباما باستخدام بندقية أثناء توقف حملة انتخابية في بولدر (كولورادو).[124]
- أبريل 2013: تم إرسال رسالة تحتوي على مادة الريسين السامة إلى أوباما كجزء من محاولة اغتيال أخرى.[125]
- مايو 2013: تم إرسال رسائل تحتوي على مادة الريسين إلى أوباما وعمدة مدينة نيويورك مايكل بلومبيرغ، مهددةً بقتل كل من يحاول نزع أسلحة المرسل. قامت بإرسال الرسائل الممثلة شانون ريتشاردسون، التي حاولت إلصاق التهمة بزوجها ناثان.[126]
- يونيو 2013: تم اعتقال اثنين من أنصار التفوق الأبيض، غليندون سكوت كروفورد من غالواي (نيويورك)، وإريك فايت من هدسون (نيويورك)، بتهمة التخطيط لقتل مسلمين أميركيين وأعداء آخرين مزعومين لإسرائيل باستخدام "سلاح إشعاعي" محلي الصنع وصفه كروفورد بأنه "هيروشيما على مفتاح ضوء."[127] وقد تبيّن لاحقًا أن كروفورد اقترح استخدام الجهاز ضد الرئيس أوباما وعدة أهداف أخرى.[128]
- فبراير 2015: اعتقل مكتب التحقيقات الفيدرالي ثلاثة رجال من نيويورك بعد إخبارهم عملاء سريين عن خططهم لقتل أوباما والانضمام إلى تنظيم الدولة الإسلامية في العراق والشام.[129]
- أكتوبر 2018: تم إرسال طرد يحتوي على قنبلة أنبوبية إلى الرئيس السابق أوباما في منزله بواشنطن العاصمة. وقد تم اعتراض الطرد من قبل الخدمة السرية.[130][131]
- أبريل 2019: تم اعتقال لاري ميتشل هوبكنز، عضو ميليشيا "الوطنيون الدستوريون المتحدون" (United Constitutional Patriots)، في 20 أبريل بعد أن اعترف بأن ميليشياته كانت تتدرب على اغتيال أوباما وهيلاري كلينتون.[132]

### دونالد ترامب
- 6 سبتمبر 2017: حاول غريغوري لي لينغانغ، رجل يبلغ من العمر 42 عامًا من بيسمارك، داكوتا الشمالية، اغتيال الرئيس دونالد ترامب في ماندان (داكوتا الشمالية)، أثناء زيارة ترامب للولاية لحشد الدعم العام. سرق لينغانغ رافعة شوكية من مصفاة نفط وقادها باتجاه الموكب الرئاسي. بعد أن تعطلت الرافعة داخل المصفاة، فرّ سيرًا على الأقدام وتم اعتقاله من قبل الشرطة. اعترف في الاستجواب بنيته قتل الرئيس عبر قلب الليموزين الرئاسية بالرافعة. أقرّ بالذنب في الهجوم ومحاولة السرقة، وحُكم عليه بالسجن 20 عامًا. وأشار محاميه إلى معاناته من "أزمة نفسية خطيرة."[133][134]
- نوفمبر 2017: ألقت الشرطة الفلبينية القبض على رجل مرتبط بتنظيم الدولة الإسلامية بتهمة التخطيط لاغتيال ترامب خلال قمة آسيان الدبلوماسية في ريزال بارك، مانيلا. كانت الخدمة السرية تشتبه بوجود تهديد محتمل على الرئيس بسبب الوجود العام لداعش في الفلبين وبسبب تهديدات العديد من الناس ضد الرئيس على وسائل التواصل الاجتماعي.كشفت الحكومة عن الحادث للجمهور بعد عام من الصمت.[135][136]
- في 1 أكتوبر 2018، تم إرسال مغلف يحتوي على مادة الريسين السامة إلى ترامب، وتم اكتشافه في مرافق البريد. أُرسلت عدة رسائل أخرى إلى البنتاغون، وجميعها تحمل عبارة "جاك ومسحوق الفول الصاروخي" على الغلاف. بعد يومين، في 3 أكتوبر، تم اعتقال ويليام كلايد ألين الثالث، وهو محارب قديم من ولاية يوتا يبلغ من العمر 39 عامًا، ووجهت إليه تهمة إرسال تهديد عبر البريد للرئيس، وخمس تهم بإرسال رسائل تهديدية لموظفين حكوميين أمريكيين. أقر ألين ببراءته من جميع التهم.[137]
- في سبتمبر 2020، تم اعتراض رسائل تحتوي على سم الريسين كانت موجهة إلى دونالد ترامب قبل وصولها إلى البيت الأبيض من قبل جهاز الخدمة السرية. أرسلت الرسائل امرأة كندية تُدعى باسكال فيريير من كندا، وتم اعتقالها لاحقًا أثناء محاولتها عبور الحدود الكندية إلى الولايات المتحدة وهي تحمل سلاحًا وذخيرة. حُكم على فيريير بالسجن لمدة 22 عامًا بسبب الرسائل المسمومة، والتي أرسلت بعضها أيضًا إلى مسؤولين في إنفاذ القانون في تكساس. وصفت نفسها بأنها ناشطة سلمية، وقالت: "الندم الوحيد الذي أشعر به هو أن الأمر لم ينجح ولم أستطع إيقاف ترامب."[138]
- في أكتوبر 2020، تم الإبلاغ عن أن باري كروفت جونيور، رجل من ولاية ديلاوير تم اعتقاله لمشاركته في مؤامرة اختطاف حاكمة ميشيغان غريتشن ويتمر، وقد تضمن اسم ترامب في قائمة السياسيين الذين كان يرغب في قتلهم بالشنق.[139] في ديسمبر 2022، حُكم على كروفت بالسجن لمدة 19 عامًا.[140]
- في 12 يوليو 2024، تم اعتقال باكستاني يُدعى آصف ميرشانت، والذي يُزعم أنه عميل لفيلق الحرس الثوري الإيراني، بتهمة التخطيط لقتل ترامب خلال تجمع جماهيري انتقامًا لاغتيال قاسم سليماني.[141] يُقال إن ميرشانت دفع 5000 دولار لوكلاء فدراليين كانوا يتنكرون كقتلة مأجورين وأخبرهم أنهم سيتلقون تعليماتهم بعد مغادرته البلاد.[142]

- في 15 سبتمبر 2024، تم رصد رايان ويسلي روث من قبل أحد عملاء الخدمة السرية وهو يحمل بندقية من طراز SKS في ملعب غولف خاص مملوك لترامب في ويست بالم بيتش بولاية فلوريدا. وكان روث قد وجه سلاحه عبر خط السياج المؤدي إلى ملعب الغولف، إلى مكان يستخدم عادة لالتقاط صور ترامب (أثناء لعب الغولف) من قبل وسائل الإعلام. بعد 12 ساعة من الاختباء، كان ترامب على بعد 300-500 ياردة منه قبل أن يلاحظه أحد، ولم يطلق أي رصاصة. لقد فر من مكان الحادث بعد أن أطلق عليه أحد عملاء الخدمة السرية النار عندما لاحظه أثناء استطلاعه أمام ترامب، وبعد مطاردة قصيرة من قبل الشرطة تم إيقافه واحتجازه دون مقاومة؛ ولم يصب أحد بأذى.[143][144]

### جو بايدن
- 23 مايو 2023: قاد ساي فارشيث كاندولا، وهو شاب يبلغ من العمر 19 عامًا من تشيسترفيلد بولاية ميزوري (بالقرب من سانت لويس)، شاحنة صندوقية مستأجرة واصطدمت بالحاجز الذي يفصل أراضي البيت الأبيض عن العامة. وبعد فترة وجيزة تم القبض عليه من قبل شرطة الحدائق بالولايات المتحدة، وتم العثور على علم النازية في شاحنته. أعرب كاندولا عن إعجابه بالرايخ الثالث وصرح بأن نواياه كانت "قتل الرئيس" و"الاستيلاء على السلطة".[145]

## وفيات يُشاع أنها اغتيالات

### زكاري تايلور
في 9 يوليو 1850، توفي الرئيس زكاري تايلور بسبب مرض تم تشخيصه على أنه كوليرا موربوس، والذي يُزعم أنه جاء بعد تناول الكرز والحليب في احتفال الرابع من يوليو. بعد وفاته مباشرة تقريبًا، بدأت الشائعات تنتشر بأن تايلور قد تعرض للتسمم على يد الجنوبيين المؤيدين للعبودية، واستمرت نظريات مماثلة حتى القرن الحادي والعشرين. في عام 1991، لم يجد تحليل بالتنشيط النيوتروني الذي أجري على عينات من بقايا تايلور أي دليل على التسمم بسبب مستويات غير كافية من الزرنيخ. يتساءل عالم السياسة مايكل بارينتي عن التفسير التقليدي لوفاة تايلور. واستنادًا إلى المقابلات والتقارير التي أجراها خبراء الطب الشرعي، يزعم أن الإجراء المستخدم لاختبار التسمم بالزرنيخ كان معيبًا بشكل أساسي.

### وارن جي هاردينغ
في يونيو 1923، انطلق الرئيس وارن جي هاردينغ في رحلة عبر البلاد للتفاهم، وكان يخطط للقاء المواطنين وشرح سياساته. خلال هذه الرحلة، أصبح أول رئيس يزور ألاسكا، والتي كانت آنذاك إقليمًا أمريكيًا. بدأت شائعات الفساد في إدارة هاردينغ تنتشر في واشنطن العاصمة بحلول عام 1923، وقد أصيب هاردينغ بصدمة عميقة بسبب رسالة طويلة تلقاها أثناء وجوده في ألاسكا، والتي توضح على ما يبدو الأنشطة غير القانونية التي قامت بها حكومته والتي يزعم أنه لم يكن على علم بها. في نهاية شهر يوليو، أثناء سفره جنوبًا من ألاسكا عبر كولومبيا البريطانية، أصيب بما كان يُعتقد أنه حالة خطيرة من التسمم الغذائي. ألقى الخطاب الأخير في حياته أمام حشد كبير في ملعب جامعة واشنطن (ملعب هاسكي حاليًا) في حرم جامعة واشنطن في سياتل، واشنطن. تم إلغاء خطاب مقرر في بورتلاند، أوريغون. توجه قطار الرئيس جنوبًا إلى سان فرانسيسكو. عند وصوله إلى فندق القصر، أصيب بالالتهاب الرئوي. توفي هاردينغ في غرفة فندقه إما بسبب نوبة قلبية أو سكتة دماغية في الساعة 7:35 مساءً يوم 2 أغسطس 1923. وجاء في الإعلان الرسمي الذي نُشر في صحيفة نيويورك تايمز في ذلك اليوم: "كانت نوبة سكتة دماغية سبب الوفاة". وكان قد عانى من المرض لمدة أسبوع واحد بالضبط.
افترض الأطباء البحريون أن هاردينغ أصيب بنوبة قلبية. وقد اختلف المستشار الطبي الشخصي لهاردينغ، والطبيب المعالج بالطب المثلي والجراح العام تشارلز إي. سوير، مع التشخيص. رفضت زوجته فلورنسا هاردينغ الإذن بإجراء تشريح للجثة، مما أدى سريعًا إلى التكهن بأنه كان ضحية مؤامرة، ربما نفذتها فلورنسا، لأنه كان خائنًا لها على ما يبدو. وقد لاحظ جاستون مينز، وهو مؤرخ هاوٍ وناقد (gadfly)، في كتابه "الموت الغريب للرئيس هاردينغ" (he Strange Death of President Harding) سنة 1930، إلى أن الظروف المحيطة بوفاته أثارت الشكوك حول احتمال تعرضه للتسمم. كان هناك عدد من الأشخاص المرتبطين به شخصياً وسياسياً قد رحبوا بوفاة هاردينغ، حيث كانوا سيشعرون بالخزي إذا ما ارتبطت أسماؤهم بتأكيدات مينز حول "إقالة هاردينغ الوشيكة".

## المعلومات الكاملة للمراجع
- Clarke، James W. (1982). American Assassins: The Darker Side of Politics. Princeton University Press. ISBN:978-0-691-02221-5.
- Freedman، Lawrence Zelic (1983). "The Politics of Insanity: Law, Crime, and Human Responsibility". Political Psychology. International Society of Political Psychology. ج. 4 ع. 1: 171–178. DOI:10.2307/3791182. JSTOR:3791182.
- Hammond، John Hays (1935). The Autobiography of John Hays Hammond. New York: Farrar & Rinehart. ISBN:978-0-405-05913-1. OCLC:867910. Free at the Internet Archive: Volume 1 and Volume 2.
- Hampton، Benjamin B. (1 أبريل 1910). "The Vast Riches of Alaska: Will the Morgan-Guggenheim Combination Acquire Them, or Will They Benefit the Whole People?". Hampton's Magazine. ج. 24 رقم  1. ص. 451–468. مؤرشف من الأصل في 2023-04-04.
- Harris، Charles H. III؛ Sadler، Louis R. (2009). The Secret War in El Paso: Mexican Revolutionary Intrigue, 1906–1920. Albuquerque, N.M.: University of New Mexico Press. ISBN:978-0-8263-4652-0. OCLC:762600819. مؤرشف من الأصل في 2023-04-04.
- Millard، Candice (2011). Destiny of the Republic. Doubleday. ISBN:978-0-385-53500-7.
- Stokes، Louis (1979). Report of the Select Committee on Assassinations of the U.S. House of Representatives (Report). United States Government Printing Office. مؤرشف من الأصل في 2020-04-03.
- van Wyk، Peter (2003). Burnham: King of Scouts. Victoria, B.C., Canada: Trafford Publishing. ISBN:978-1-4120-0901-0. OCLC:52799114. مؤرشف من الأصل في 2023-04-04.
- Bauer، K. Jack (1985). Zachary Taylor: Soldier, Planter, Statesman of the Old Southwest. Louisiana State University Press. ISBN:978-0-8071-1237-3.